# Пархоменко Парасковія Георгіївна
Парасковія Георгіївна Пархоменко (1887—1970) — українська астрономка, спеціалістка з фізики Сонця, відкривачка двох астероїдів.

## Життєпис

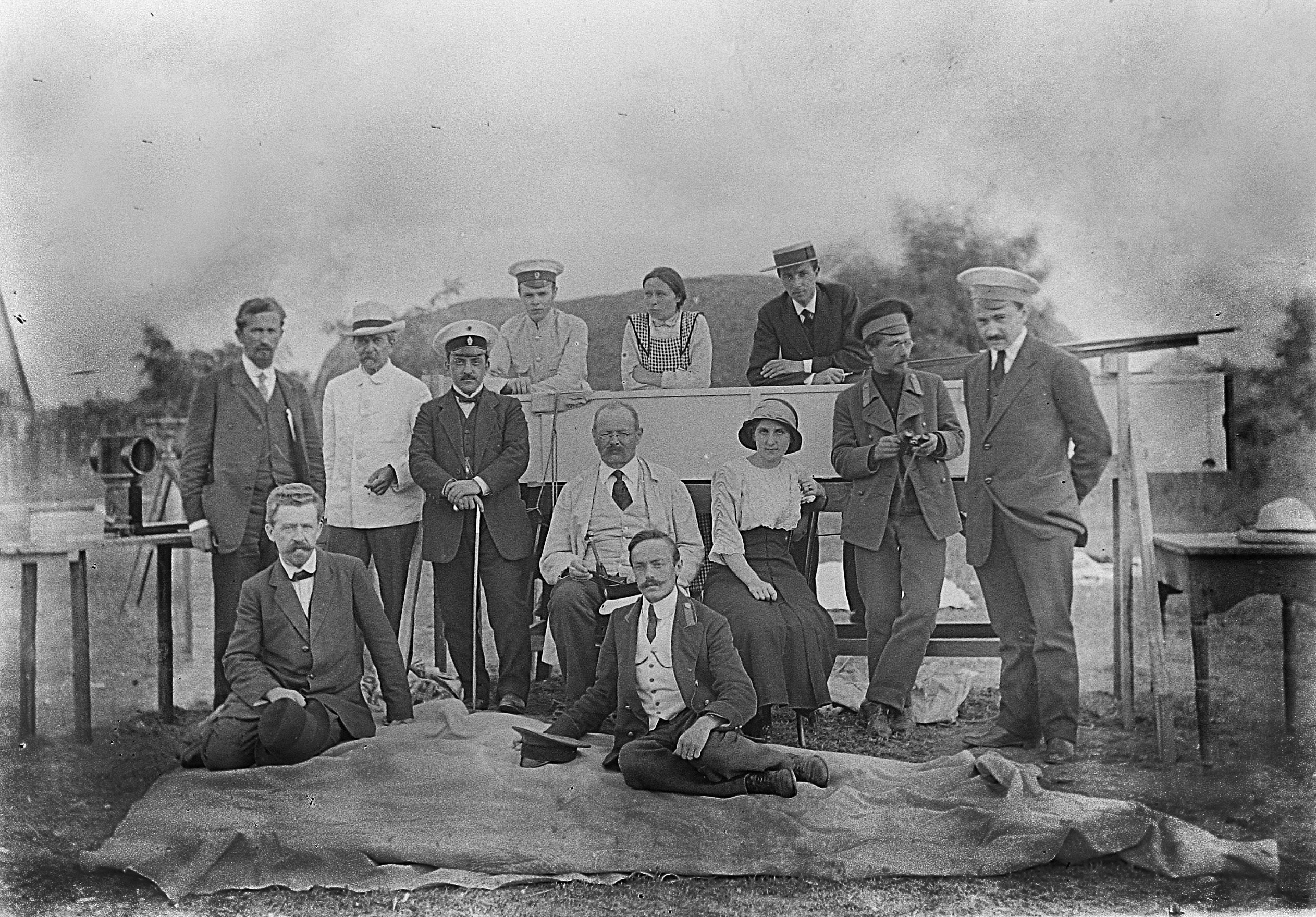
Парасковія Пархоменко серед спостерігачів повного сонячного затемнення в Генічеську.

Народилася в сім'ї фельдшера містечка Опішня Зіньківського повіту Г. Й. Пархоменка. Здобула гарну початкову освіту, а 1914 стала слухачкою фізико-математичного відділення Харківських Вищіх жіночих курсів. Того ж року взяла участь в експедиції Харківської обсерваторії під керівництвом Л. О. Струве до Генічеська для спостереження повного сонячного затемнення. Після цього була зарахована допоміжним обчислювачем в Харківську обсерваторію і стала обробляти меридіанні спостереження полярних зорь.
1923 року, продовжуючи працювати в обсерваторії, вступає до аспірантури науково-дослідної кафедри астрономії Харківського інституту народної освіти (теперішній ХНУ імені В. Н. Каразіна). 1926 року, вже опублікувавши низку статей в наукових журналах Європи, Пархоменко стає членом Французького астрономічного товариства. Після закінчення аспірантури, у грудні 1927 Пархоменко разом з харківськими професорами Євдокимовим й Остащенко-Кудрявцевим спостерігає повне місячне затемнення. Переходить на посаду наукового співробітника Харківської обсерваторії.
В 1928—1931 роках Пархоменко їздить у наукові відрядження: спостерігає Сонце в Пулковській обсерваторії, працює у Сімеїзькій обсерваторії, відкривши нові астероїди 1129 Неуйміна й 1166 Сакунтала.
Потім, працюючи в Харківській обсерваторії, Пархоменко проводить спостереження змінних зір, публікує багато статей в «Астрономічному журналі» та «Astronomische Nachrichten», починає підготовку монографії «Оптична структура сонячної та зоряної атмосфер», 1934 року бере участь в роботі Першого Всесоюзного з'їзду астрономів у Москві.
1934 року Пархоменко за політичними мотивами звільняють з Харківського університету, «як ідеологічно ворожий елемент, що систематично ігнорує громадську роботу і водночас з цим веде антирадянські розмови, іронізує над всіма постановами Уряду і партії». Пархоменко на деякий час припиняє заняття астрономією та працює в Харківському НДІ гігієни праці та профзахворювань, де вивчає вплив відбиття світла на освітлення робочих приміщень.
Коли, після відновлення скасованих революцією вчених ступенів і звань, багатьом астрономам було присуджено наукові звання за сукупністю робіт, Пархоменко було відмовлено, не зважаючи на значну кількість її публікацій. Також її не було включено до складу експедиції Харківської обсерваторії в станицю Бєлорєченську на Кавказ для спостереження
сонячного затемнення 19 червня 1936 року, і вона поїхала на ці спостереження самостійно.
1937 року Пархоменко закінчує оформлення дисертаційної роботи «Метод вивчення сонячної атмосфери», одразу на ступінь доктора наук, але протягом 1937—1938 років робота отримує дуже негативні рецензії, зокрема, від В. А. Амбарцумяна, А. Б. Сєверного, В. О. Крата, М. М. Парійського. Рецензенти відзначають, що робота написана дуже сумбурно, з великою кількістю неточностей і помилок, а зрозуміти її зміст неможливо.
1939 року Пархоменко перериває роботу в Харківський обсерваторії та виїздить до Криму до Сімеїзької обсерваторії. Протягом наступних тридцяти років вона живе дуже усамітнено.

## Відгуки
- Відомий радянський астроном Дмитро Мартинов відзначає:

|                                         | ...П. Пархоменко... кажется, шла своими оригинальными путями в вопросах строения звезд и их атмосфер, путями, — которые сейчас получают признание. |
| — Д. Я. Мартинов, лист М. П. Барабашову | |

## Пам'ять
- На честь вченої названий астероїд 1857 Пархоменко, відкритий 1971 року в Кримській астрофізичній обсерваторії.